# Operação Satiagraha

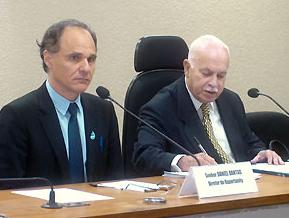
O banqueiro Daniel Dantas em primeiro plano, principal indiciado na operação.

A Operação Satiagraha foi uma operação da Polícia Federal Brasileira contra o desvio de verbas públicas, a corrupção e a lavagem de dinheiro desencadeada em princípios de 2004 e que resultou na prisão, determinada pela 6ª Vara da Justiça Federal em São Paulo, de políticos, empresários, doleiros, diretores de banco e investidores, em 8 de julho de 2008. As chamadas operações policiais são conjuntos de diligências realizadas pela polícia durante uma investigação, geralmente relativas a um inquérito policial.
Satyagraha foi uma palavra usada por Mahatma Gandhi durante sua campanha pela independência da Índia. Em sânscrito, Satya significa "verdade" e agraha significa "firmeza", ou seja, Satyagraha é a "firmeza na verdade" ou "firmeza da verdade". Pode ser entendido também como "o caminho da verdade" ou "a busca da verdade". Em nota enviada à imprensa, a Polícia Federal afirmou que entendia o termo como "resistência pacífica e silenciosa".
Em 7 de junho de 2011, a Operação Satiagraha foi anulada pelo Superior Tribunal de Justiça, acatando parecer do Ministério Público Federal, em razão de ilegalidades. No mesmo dia, o Conselho Nacional de Justiça arquivou os dois processos nos quais o desembargador Fausto Martin De Sanctis, do Tribunal Regional Federal da 3ª Região, era acusado de descumprir ordens do Supremo Tribunal Federal quando era juiz na 6ª Vara Federal Criminal de São Paulo. Por unanimidade, os conselheiros entenderam que o juiz, de fato, desobedeceu às ordens do STF. Mas ele não foi punido porque a pena de censura, adequada para o caso segundo a decisão do CNJ, não pode ser aplicada a desembargador.  O juiz Fausto Martins de Sanctis foi promovido a desembargador do TRF-3 no final de 2010.  Se os processos tivessem sido julgados antes disso, ele teria sido punido com pena de censura por se negar a prestar informações pedidas pelo Supremo e por driblar a decisão do então presidente do STF, ministro Gilmar Mendes.
Em 21 de outubro de 2014, por sua atuação na Satiagraha, o ex-delegado Protógenes Queiroz foi condenado pelo Supremo Tribunal Federal, em votação unânime. A pena fixada em 2 anos e 6 meses foi substituída por prestação de serviços. Protógenes foi expulso da Polícia Federal. Ele também é investigado, por sua atuação na Satiagraha, por prevaricação e corrupção.
Em 24 de junho de 2015, o Supremo Tribunal Federal ratificou a decisão do Superior Tribunal de Justiça. A Satiagraha foi anulada.

## Atuação do Ministério Público
A chamada Operação Satiagraha foi inteiramente acompanhada pelo procurador da República Rodrigo de Grandis, que em entrevista esclareceu que Daniel Dantas e Naji Nahas comandavam duas organizações distintas, porém ambas voltadas a crimes no mercado financeiro.
Os dois conglomerados empresariais foram apelidados pela Polícia Federal de "organizações criminosas" e estão sendo acusadas de formação de quadrilha e evasão de divisas. Elas interagiam e convergiam em negócios pontuais, disse o delegado da Polícia Federal Protógenes Queiroz. Queiroz declarou que o objetivo da ação policial foi combater “uma situação perniciosa para o nosso país. Ficamos assustados com a estruturação das duas organizações e o nível de intimidação e poder de corromper delas...”
O consultor Naji Nahas e o ex-prefeito Celso Pitta (1949-2009) apareceram na Satiagraha, ao lado de Daniel Dantas, com o intuito de desviar a operação para São Paulo. A sede do Opportunity é no Rio de Janeiro. Dantas não conhecia Pitta. E Nahas era o representante, no Brasil, da Telecom Italia, aliada dos fundos de pensão, e concorrente do Opportunity na disputa pelo controle da Brasil Telecom. Mais tarde, os processos foram separados.

## Habeas corpus
Por meio de habeas corpus preventivo, o banqueiro Daniel Dantas buscou nas diversas instâncias judiciárias a obtenção de um salvo-conduto. Já no Supremo Tribunal Federal em junho, muito antes da ação da PF ser deflagrada, o habeas corpus estava sob análise do relator regularmente sorteado, o ministro Eros Grau, que solicitou informações e abriu vista dos autos à Procuradoria Geral da República, para elaboração de parecer, que foi entregue dia 8 de junho de 2008.
Wagner Gonçalves, Subprocurador-Geral da República (Ministério Público Federal), manifestou-se no sentido de que: (…) não há, no caso, ameaça de violência ou coação iminente à liberdade demonstrada de modo objetivo ou, no mínimo, plausível (…) Ex positis, o parecer é pelo não conhecimento do habeas corpus; se conhecido, pela denegação.
Com a prisão temporária de Daniel Dantas, o habeas corpus foi convertido de preventivo para liberatório. E em razão das férias do ministro relator sorteado Eros Grau, o habeas corpus, com pedido de liminar, foi encaminhado ao presidente do Supremo Tribunal Federal, ministro Gilmar Mendes.
Apreciando monocraticamente o pedido de liminar de habeas corpus, nos termos do art. 13, VIII, do Regimento Interno do STF, o Ministro Gilmar Mendes considerou que a fundamentação utilizada no decreto de prisão temporária não era suficiente para justificar a restrição à liberdade dos pacientes. De acordo com a decisão do STF, "Com efeito, não se pode decretar prisão temporária com base na mera necessidade de oitiva dos investigados, para fins de instrução processual. O interrogatório constitui ato normal do inquérito policial, em regra levado a efeito com o investigado solto, ante a garantia fundamental da presunção de inocência.  Nesse ponto, ressalto que não há, no ordenamento jurídico brasileiro, prisão com a exclusiva finalidade de interrogatório dos investigados, providência que, grosso modo, em muito se assemelha à extinta prisão para averiguação, que grassava nos meios policiais na vigência da ordem constitucional pretérita".
Assim, após este e outros fundamentos, o STF afastou a aplicação da Súmula n. 691 e determinou a expedição de alvarás de soltura para Daniel Dantas, Verônica Dantas Daniele Silbergleid Ninnio, Arthur Joaquim de Carvalho, Carlos Bernardo Torres Rodenburg, Eduardo Penido Monteiro, Dório Ferman, Itamar Benigno Filho, Norberto Aguiar Tomaz, Maria Amália Delfim de Melo Coutrin, Rodrigo Bhering de Andrade. Essa decisão do STF não beneficiou Naji Nahas e Celso Pitta

### A Súmula n. 691
Após uma decisão do ministro Marco Aurélio Mello, que concedeu liminar em habeas corpus libertando provisoriamente o banqueiro Salvatore Cacciola, posteriormente restabelecida pelo ministro Carlos Velloso, o plenário do Supremo aprovou a Súmula n° 691, em 24 de setembro de 2003, com o seguinte texto: “Não compete ao Supremo Tribunal Federal conhecer de Habeas Corpus impetrado contra decisão do relator que, em Habeas Corpus requerido a tribunal superior, indefere a liminar”.
A manutenção da Súmula n. 691 tem sido objeto de diversos debates, inclusive no próprio Supremo Tribunal Federal.
No Habeas Corpus n. 85185, com exceção do relator o ministro Cezar Peluso e do ministro Marco Aurélio (vencidos), o Supremo Tribunal Federal rejeitou a proposta de cancelamento da Súmula n. 691. Venceu o entendimento de que o enunciado da Súmula 691 do Supremo não o impede de, tal seja a hipótese, no caso de constrangimento ilegal caracterizado, conhecer de habeas corpus contra decisão do relator que, em habeas corpus requerido ao Superior Tribunal de Justiça, indefere liminar.
No caso do habeas corpus concedido a Daniel Dantas, o ministro Gilmar Mendes também afastou a aplicação dessa súmula, fazendo-o nos seguintes termos: "Abre-se, portanto, a esta Corte, a via para o deferimento da medida liminar reparadora do estado de constrangimento ilegal causado pelas decisões das instâncias inferiores, ainda que essas tenham sido proferidas monocraticamente (não conhecimento da causa ou indeferimento de liminar, casos em que se possibilita o afastamento da Súmula n. 691 do STF). Logo, vislumbro patente situação de constrangimento ilegal apta a afastar a aplicação da Súmula n. 691/STF para admitir o cabimento deste pedido, nos termos dos precedentes firmados por esta Corte (cf. HC n. 85.463/RJ, Rel. Carlos Britto, 1ª Turma, unânime, DJ de 10.2.2006; HC no 84.345/PR, Rel. Joaquim Barbosa, 2ª Turma, unânime, DJ de 24.3.2006; e HC no 87.353/ES, de minha relatoria, 2ª Turma, unânime, julgado em 7.11.2006).

### A repercussão da primeira decisão que concedeu ohabeas corpus
A decisão do presidente do STF, Gilmar Mendes, de conceder habeas corpus a Daniel Dantas, foi debatida em fóruns na Internet, com milhares de mensagens contra e a favor.  Também motivou debates estudo da Associação dos Magistrados Brasileiros (AMB), divulgado dia 5 de julho de 2007, no sentido de que desde 1988 até maio de 2007, nenhuma autoridade foi condenada nas 130 ações lá protocoladas.
Segundo o desembargador aposentado, fundador e presidente do Instituto Brasileiro Giovani Falconi de Ciências Sociais, Wálter Fanganiello Maierovitch, em entrevista à Rádio CBN em 10 de julho, Gilmar Mendes precipitou-se flagrantemente na concessão desse habeas corpus, e o uso de algemas inclui-se no poder discricionário das polícias de todo o mundo, declarando ainda que o ministro Gilmar Mendes teria "rasgado a jurisprudência do Supremo" – o único precedente seria a soltura de outro banqueiro, Salvatore Cacciola, que fugiu – e que "o Supremo é um órgão colegiado e que somente em casos excepcionalíssimos pode um único ministro antecipar a decisão dos dez outros."
Oito procuradores da República em São Paulo (número que posteriormente se elevou a 42) manifestaram seu "pesar" com a decisão do presidente do Supremo, entendendo que houve "supressão de instâncias".
O procurador da República Rodrigo De Grandis, parte na causa, classificou como "ilegal e inconstitucional" a decisão do presidente do Supremo Tribunal Federal, ministro Gilmar Mendes, de conceder habeas corpus ao banqueiro Daniel Dantas. Para ele, o TRF (Tribunal Regional Federal) deveria ter julgado primeiro o mérito do habeas corpus, para depois ser julgado pelo STJ e só então chegar ao Supremo.
A meu ver, a decisão cria um foro privilegiado para um banqueiro, que não existe na Constituição.— Procurador Rodrigo De Grandis
Em sentido contrário, juristas como o professor de Direito da Universidade Católica de Brasília e da Uni-DF, Moacir Calderón, consideraram que as decisões do ministro Gilmar Mendes não extrapolaram o que prevê a legislação brasileira. Para Calderón, as reações contrárias ao ministro Gilmar Mendes soam exageradas.
Entendo que a postura do ministro, de não entender existirem razões para a prisão preventiva, foi perfeitamente cabível na interpretação da norma. Os incomodados que mudem a lei. Às vezes um leigo discorda por desconhecer o conteúdo da matéria.  Gilmar Mendes é um ministro muito bem preparado, com pós-doutorado na Alemanha, ampla e reconhecida bagagem em matéria constitucional. Não vejo razão para crise. São mais alegações políticas.— Moacir Calderón, professor de Direito da Universidade Católica de Brasília e da Uni-DF

### Preso novamente
Na tarde do dia 10 de julho de 2008, apenas dez horas após Daniel Dantas ter sido libertado pelo Supremo Tribunal Federal, novo decreto de prisão foi expedido pelo juiz Fausto Martin De Sanctis, agora por corrupção ativa. A prisão foi efetuada num escritório na avenida Nove de Julho, em São Paulo. Dantas voltou, algemado, para a carceragem da Superintendência da PF em São Paulo às 16h50. A decisão do juiz De Sanctis teria considerado novas provas. A principal seria uma planilha, que "sugere pagamento milionário para evitar indiciamento e fala em campanhas", segundo noticiado pelo jornal O Estado de S. Paulo.
A nova ordem de prisão foi solicitada pela Polícia Federal em São Paulo "em razão de documentos encontrados nas buscas realizadas na última terça-feira" e também por uma testemunha que prestou informações sobre "a ligação entre o preso e a prática do crime de corrupção (suborno) contra um policial federal que participava das investigações". Segundo o Ministério Público Federal, o depoimento de Hugo Chicaroni, preso na terça-feira, motivou o novo pedido de prisão do banqueiro.
Dantas, quando estava preso pela segunda vez, teria dito ao delegado Protógenes Queiroz, num recado endereçado aos políticos e governantes brasileiros em geral, que ia contar tudo o que sabia, tudo sobre suas relações com a política, com os partidos, com os políticos, com os candidatos, com o Congresso, sobre suas relações com a Justiça, sobre como corrompeu juízes, desembargadores, sobre quem foi comprado na imprensa, sobre como pagou um milhão e meio para não ser preso pela Polícia Federal em 2004: "vou contar tudo sobre todos."

### Solto novamente
Ante essa prisão preventiva determinada pelo Juízo Federal da 6ª Vara Criminal de São Paulo, Juiz Federal Fausto Martin de Sanctis, novo pedido de liberdade foi formulado em favor de Daniel Valente Dantas.
Sobre essas "novas provas", o ministro Gilmar Mendes consignou em sua decisão, que novamente determinou a expedição de alvará de soltura em favor de Daniel Dantas, que as mesmas não possuíam relevância suficiente a permitir a nova ordem de prisão expedida, observando ainda que o novo decreto de prisão revelava nítida via oblíqua de desrespeitar a decisão do Supremo Tribunal Federal anteriormente expedida.
Tampouco se presta como prova de autoria a apreensão de documentos apócrifos na residência do paciente contendo lançamentos vagos relativos ao ano de 2004, cujo exame, somente mediante exercício mental, poderia ser aceito como indício de prática delitiva. Quando muito, tal quadro demanda maior aprofundamento das investigações antes de ser tomada providência tão grave como é a prisão preventiva. (…) Nessa linha, a mera soma daqueles referidos documentos apreendidos na residência do paciente, de duvidosa idoneidade e vago significado, não se presta a formar indícios suficientes de autoria. (…) Ressalte-se, em acréscimo, que o novo encarceramento do paciente revela nítida via oblíqua de desrespeitar a decisão deste Supremo Tribunal Federal (…) Em situação bastante semelhante, em virtude de reiterações de decisões constritivas por parte do Juiz Federal Titular da 6ª Vara Criminal Federal da 1ª Subseção Judiciária do Estado de São Paulo, Dr. Fausto Martin de Sanctis, o Min. Celso de Mello assim decidiu nos autos do HC 94.016/SP (…) Portanto, não é a primeira vez que o Juiz Federal Titular da 6ª Vara Criminal da Subseção Judiciária de São Paulo, Dr. Fausto Martin de Sanctis, insurge-se contra decisão emanada desta Corte.— Ministro Gilmar Mendes, presidente do Supremo Tribunal Federal
Na mesma decisão, o ministro determinou o encaminhamento de cópias à Presidência do Tribunal Regional Federal da 3ª Região, à Corregedoria-Geral da Justiça Federal da 3ª Região, ao Conselho da Justiça Federal e à Corregedoria Nacional de Justiça, esclarecendo posteriormente, em resposta à Ajufe (Associação dos Juízes Federais do Brasil), que encaminhou as "peças aos órgãos jurisdicionais" com a finalidade de "complementar estudos destinados à regulamentação de medidas constritivas de liberdade, ora em andamento tanto no Conselho Nacional de Justiça quanto no Conselho da Justiça Federal". O ministro também enfatizou que "em momento algum houve determinação que se procedesse qualquer averiguação de conteúdo, quer sob ponto de vista técnico ou ideológico".

### A repercussão da segunda decisão que concedeu ohabeas corpus

#### Manifestações contrárias à decisão que concedeu ohabeas corpus
Após a concessão desse segundo Habeas Corpus, 134 juízes federais da Magistratura Federal da Terceira Região (São Paulo e Mato Grosso do Sul) divulgaram carta de apoio ao juiz federal da 6ª Vara, Fausto De Sanctis, em um manifesto público no qual demonstraram sua  "indignação com a atitude" de Gilmar Mendes. Esse manifesto reuniu, até o dia 14 de julho, a assinatura de mais de 400 magistrados juízes federais.
A Associação de Delegados da Polícia Federal (ADPF) também divulgou uma nota à imprensa criticando a decisão do presidente do STF, ministro Gilmar Mendes, de suspender a prisão preventiva do banqueiro Daniel Dantas em desacordo com a jurisprudência dominante. A Associação dos Magistrados Brasileiros (AMB) juntou-se às demais em apoio ao juiz Fausto De Sanctis.
O procurador da República Rodrigo de Grandis, que cuidava do caso, e o ministro da Justiça, Tarso Genro, chegaram a expressar preocupação, temendo que Daniel Dantas deixasse o país.
Em entrevista concedida para o Portal do Terra ao jornalista Diego Salmen, Maierovitch disse também que "já é hora de pensar" num impeachment do presidente do Supremo. Para o desembargador aposentado, o habeas corpus concedido pelo presidente do Supremo Tribunal Federal, Gilmar Mendes, ao banqueiro Daniel Dantas mostraria que o presidente do STF estaria "extrapolando suas funções".
O plenário do Supremo confirmou a decisão de Gilmar Mendes em relação aos dois habeas-corpus, em sessão na qual os ministros dedicaram-se grande parte do tempo em discursos sobre a autoridade do STF sobre a 1º instância, e parte menor do tempo em julgar o conteúdo dos autos. Dissentiu o ministro Marco Aurélio Mello, que dedicou sua fala quase integralmente à tentativa de qualificar juridicamente os fatos com base nos elementos presentes nos autos, e concedeu apenas parcialmente o Habeas Corpus 95009.
No entender do ministro, entre a primeira prisão (temporária) e a segunda (preventiva) houve fortes indícios de que Dantas teria praticado crime de corrupção – quando ele teria tentado pagar propina a um delegado com o objetivo de ter o seu nome e de sua irmã retirados do processo de investigação. Esses indícios foram coletados em investigações policiais do dia 8 de julho, portanto depois do primeiro decreto de prisão. Na análise do mérito, foi favorável à manutenção do empresário na prisão.
| “ | Temos elementos calcados em diligências realizadas após a prisão temporária condizentes, a meu ver, com a prisão preventiva. | ” |

#### Manifestações favoráveis à decisão que concedeu ohabeas corpus
Por outro lado, o presidente do Supremo Tribunal Federal, ministro Gilmar Mendes, também recebeu manifestações de apoio e solidariedade de diversas entidades.
Em 14 de julho de 2008, um manifesto, assinado por mais de 170 advogados foi entregue pelo criminalista Arnaldo Malheiros Filho ao ministro, quando esteve em São Paulo. Além de Malheiros, a manifestação de apoio contou com a presença do professor Arnoldo Wald, Antônio Corrêa Meyer, Marcio Kayatt, presidente da Associação dos Advogados de São Paulo (AASP), Sérgio Niemeyer, Antônio Cláudio Mariz de Oliveira, Celso Mori, Luiz Camargo de Aranha Neto, Manuel Alceu Affonso Ferreira, Misabel Derzi, Rogério Gandra Martins, Eduardo Carnelós, Igor Mauler Santiago, Daniel Bialski, David Rechulski, entre outros.
De acordo com um trecho da nota de apoio ao ministro Gilmar Mendes, "Os signatários sentem-se seguros por viver num País que tem no ápice de sua estrutura judiciária um magistrado que tem a coragem e a dignidade de manter a Constituição acima da gritaria".
O ministro também recebeu manifestações de apoio da Ajufer – Associação dos Juízes Federais da Primeira Região, da Anadep - Associação Nacional dos Defensores Públicos, que representa cerca de cinco mil defensores públicos no Brasil; da Fadesp - Federação das Associações de Advogados do Estado de São Paulo e da Fenapef - Federação Nacional dos Policiais Federais.
Porém, a mais importante de todas as manifestações de apoio veio do próprio Supremo Tribunal Federal.
Em 1 de agosto de 2008, na sessão de abertura do segundo semestre do Judiciário, o ministro-decano do Supremo Tribunal Federal, Celso de Mello, reafirmou publicamente respeito pelas decisões proferidas pelo ministro Gilmar Mendes, presidente da Corte, durante o recesso do mês de julho.
Celso de Mello ressaltou que o ministro Gilmar Mendes, com segura determinação, agiu de forma digna e idônea e preservou a autoridade da Corte, fazendo prevalecer "no regular exercício dos poderes processuais que o ordenamento legal lhe confere e sem qualquer espírito de emulação, decisões revestidas de densa fundamentação jurídica". Todos os ministros da Corte (presentes) apoiaram as declarações do ministro Celso de Mello. Eros Grau e Joaquim Barbosa estavam ausentes, no momento da manifestação de apoio ao presidente.
Inaugura-se, com esta Sessão plenária, e com a presença dos eminentes Senhores Ministros, o segundo semestre judiciário no Supremo Tribunal Federal.

Sendo esta a primeira oportunidade que se me oferece, tenho por adequado e oportuno, com a reabertura dos trabalhos desta Suprema Corte, fazer a seguinte declaração.

Eventos notórios, Senhor Presidente, que foram largamente divulgados, no mês de julho, pelos meios de comunicação social, levam-me a reafirmar, publicamente, o meu respeito pela forma digna e idônea com que Vossa Excelência, agindo com segura determinação, preservou a autoridade desta Suprema Corte e fez prevalecer, no regular exercício dos poderes processuais que o ordenamento legal lhe confere, e sem qualquer espírito de emulação, decisões revestidas de densa fundamentação jurídica.— Declaração do Ministro Celso de Mello, em 01/08/2008, na sessão plenária do Supremo Tribunal Federal

### Habeas Corpusconcedido a Humberto Braz
O habeas corpus concedido por Eros Grau em 12 de agosto a Humberto Braz, acusado de ser emissário de Daniel Dantas em tentativa de suborno para livrar a ele e à sua família das investigações, provocou protestos do ministro Joaquim Barbosa, que chegou a interpelar o ministro Eros Grau durante o cafezinho, chamando-o de "burro" e de "velho caquético": "Como é que você solta um cidadão que apareceu no "Jornal Nacional" oferecendo suborno?". (…) "Isso penso eu e digo porque tenho coragem. Mas os outros ministros também pensam assim, mas não têm coragem de falar. E também é assim que pensa a imprensa". (…) "O senhor é burro, não sabe nada. Deveria voltar aos bancos e estudar mais". O ministro Eros Grau apenas respondeu: "O senhor deveria pensar bem no que está falando", esclarecendo também que não havia julgado o mérito da ação penal, mas tão-somente analisado a presença ou não dos requisitos para manter a prisão preventiva de Humberto Braz. Ao que o ministro Joaquim Barbosa retrucou: "a decisão foi contra o povo brasileiro".
Esse quid pro quo no Judiciário brasileiro foi noticiado pela BBC News, que qualificou alguns episódios de "bizarros":
 uma importante disputa se desatou no Poder Judiciário do Brasil em torno de uma investigação sobre corrupção em que um empresário foi preso e posto em liberdade duas vezes em 48 horas”. (…) Em cada oportunidade, o presidente do Supremo Tribunal Federal do Brasil (STF), Gilmar Mendes, ordenou a libertação do empresário Daniel Dantas.— BBC de Londres

### De investigado a réu
Na tarde do dia 16 de julho de 2008 a 6ª Vara Criminal da Justiça Federal, em São Paulo, aceitou uma denúncia criminal formulada pelo Ministério Público Federal contra Daniel Dantas, seu assessor Humberto Braz e o professor universitário Hugo Chicaroni por tentarem corromper um delegado da Polícia Federal que investigava supostos crimes cometidos pelo banqueiro apontados na Operação Satiagraha. Com isso Dantas, Braz e Chicaroni passaram agora da condição de 'investigados' à condição de 'réus'.

## Manifestação de deputados e senadores

### Congresso Nacional solidariza-se com ministro Gilmar Mendes
Algumas semanas antes de ser deflagrada a operação policial, começou uma pressão oriunda de diversos órgãos políticos para desqualificá-la: "Essa história de gangsters, vazamentos, espetacularização, uso indiscriminado de grampos – isso tudo começou algumas semanas atrás, com o Supremo Presidente Gilmar Mendes e seu melhor amigo, Marcio Chaer, no “Consultor Jurídico”...— Paulo Henrique Amorim
Os senadores Arthur Virgílio (PSDB-AM) e Tasso Jereissati (PSDB-CE), acompanhados por outros quatro senadores, manifestaram desacordo com a marcha das operações e elogiaram as declarações do presidente do STF, Gilmar Mendes que, em entrevista à rede nacional de TV, e mais de uma semana antes de prolatar sua sentença nos autos, classificou de "espetacularização" a atuação de agentes da PF (que qualificou publicamente de "gângsteres") nas prisões de Dantas, Pitta e Nahas.  Já o senador Pedro Simon, ao contrário, reagiu isoladamente às críticas dos parlamentares à conduta da Polícia Federal, numa insinuação de que os demais senadores temem futuramente serem investigados pela PF.
| “ | Ser algemado acontece todo o dia na favela. Não imagine o senador Virgílio que estou aqui para bater palmas porque os cidadãos foram algemados. Mas é importante entender que, no Brasil, precisamos fazer com que a Justiça valha para todos. Temos que acabar com a impunidade (…). (…) Cá entre nós, olha como tem exagero. Vocês já se deram conta de quantas vezes a Polícia Federal entrou na miséria e na fome e ainda matou, feriu? Não vi protestos aqui (…) (…) Está na hora de botar gente grande na cadeia, né? Todo o dia a gente vê pobre na cadeia. Mas na hora que aparece um doutor, porque é banqueiro… Eu acho um fato positivo. Está na hora de gente rica, político, também pegar cadeia. | ” |

Congressistas exaltaram as declarações do presidente do Supremo Tribunal Federal, ministro Gilmar Mendes, que criticou a divulgação de imagens com Pitta, Dantas e Najas algemados: "Corremos o risco de sermos mal interpretados pela imprensa, de parecermos estar defendendo tubarões", disse Jereissati.  "Evidentemente, a televisão foi chamada para fazer aquela cena, para fazer uma humilhação, para fazer um verdadeiro estupro ao direito de defesa do cidadão", completou. O presidente do Senado, Garibaldi Alves Filho (PMDB-RN), disse que estranhou "o comportamento da PF".  Disse "que está agindo com desenvoltura nessas operações, mas que está extrapolando no que toca ao uso de algemas". Congressistas do PSDB, do DEM e do PMDB atacam "espetacularização".
O senador Arthur Virgílio (PSDB-AM) assumiu abertamente a defesa do ministro Gilmar Mendes no Congresso Nacional, em nome da bancada do PSDB, declarando que o pedido de impeachment de Gilmar Mendes "coloca em risco a democracia brasileira" ao tentar "desmoralizar a mais alta Corte do país".

### Palácio do Planalto
Em matéria não assinada pela Folha Online, Igor Gielow, secretário de redação da sucursal de Brasília afirma que um "frio na espinha" percorreu o Palácio do Planalto com revelações sobre pessoas ligadas a Dantas e alguns membros de alto escalão do governo federal e do PT. O Congresso Nacional ficou em silêncio e ninguém quer saber de uma investigação séria sobre o assunto. Dantas unificou a oposição e a situação, já que são notórias as suas ligações com parlamentares de ambos os lados. Palavras como "financiamento de campanha", "caixa dois" e "tráfico de influência" são sussurradas com um verdadeiro temor supersticioso.
O ex-ministro da Casa Civil José Dirceu condenou em seu blog o que chamou de "espetacularização" da Operação Satiagraha da Polícia Federal. As investigações apontaram que o banco Opportunity, de Dantas, "utilizava-se de pessoas influentes no meio político" e, no relatório, listam dentre elas Dirceu. Entretanto o delegado Protógenes Queiroz, chefe da operação policial, declarou que ainda não havia indícios suficientes para ligar o ex-ministro à '"organização criminosa" investigada.
Em entrevista à Folha de S. Paulo, concedida logo após sua libertação dia 10, Dantas negou que tenha dados contra o governo Lula ou o PT, como ameaçou seu advogado, Nélio Machado. Antes disso, a revista Carta Capital já manifestara estranheza com respeito à ameaça, já que a defesa de Dantas anteriormente envidara esforços para evitar que precisamente os mesmos documentos fossem liberados pela justiça nova-iorquina para atender a uma requisição dos advogados de Luiz Roberto Demarco, que move processo contra Dantas no Brasil.

### Delegado afasta-se do caso
Protógenes Queiroz, após tensa reunião na Superintendência de SP com delegados enviados especialmente de Brasília pela cúpula da direção geral da PF. foi "convidado a se retirar" das investigações por causa de supostos "excessos" que teria praticado durante a operação, não tendo ficado claro quais seriam esses "excessos". Segundo as versões oficiais, tanto da PF como do ministro Tarso Genro do PT, os delegados teriam deixado as investigações por "motivos pessoais": Queiroz, por exemplo, teria deixado o inquérito para realizar um curso.
O delegado Protógenes Queiroz e mais dois delegados que atuam na Operação Satiagraha – Karina Murakami Souza e Carlos Eduardo Pelegrini Magro – deixaram a investigação. Reportagem publicada pela Folha de S. Paulo em 16 de julho de 2008 revela que sentiram-se boicotados pela PF.
Os delegados informaram ao juiz federal Fausto De Sanctis, da 6ª Vara Federal Criminal de São Paulo, e ao procurador da República em São Paulo, Rodrigo De Grandis, que a direção da PF obrigou-os a deixar as investigações.
Depois do afastamento dos três delegados, a Polícia Federal anunciou que Karina Murakami Souza e Carlos Eduardo Pelegrini Magro continuariam no caso, e que o delegado Protógenes permaneceria à frente do inquérito até redigir seu relatório. Posteriormente anunciou-se a criação de uma "força-tarefa" para concluir as investigações.
O último ato do delegado Protógenes Queiroz no inquérito foi indiciar Daniel Dantas, do Banco Opportunity, e mais nove pessoas investigadas na operação Satiagraha em 18 de julho de 2008.  Segundo o advogado Nélio Machado, um dos advogados que defendiam o banqueiro, foram indiciados por gestão fraudulenta e formação de quadrilha.
O presidente Lula determinou dia 16 de julho ao ministro da justiça Tarso Genro que acertasse com a Polícia Federal o retorno do delegado Protógenes Queiroz ao comando da investigação na operação Satiagraha.
| “ | estranhei a notícia [sobre a saída de Protógenes], e já falei com o ministro Tarso Genro para conversar com a Polícia Federal porque eu acho que esse delegado tem de ficar no caso" | ” |

Apesar desse apelo público, o presidente Luiz Inácio Lula da Silva avalizara o afastamento do delegado da investigação sobre o banqueiro Daniel Dantas, no dia 14 de julho, em reunião no Palácio do Planalto, da qual participaram Gilmar Mendes e Tarso Genro, após a qual ambos, aparentemente acordes, deram entrevista coletiva à imprensa.
Depois que o afastamento do delegado gerou repercussão negativa, a PF informou que Protógenes encerraria seu relatório na sexta-feira e se afastaria do caso. As declarações são aparentemente contraditórias: o ministro Tarso Genro declarara na TV que o relatório "já estava pronto".
A ADPF (Associação Nacional dos Delegados de Polícia Federal) decidiu que investigaria o que realmente motivou a saída de Protógenes da chefia do inquérito da Operação Satiagraha.
O então presidente Lula considerou que errou ao "comprar uma briga" com o delegado da Polícia Federal Protógenes Queiroz.
| “ | (…) foi um erro brigar com o delegado, que é o herói da história (…) | ” |

## A intervenção da direção da Polícia Federal
Uma reunião ocorreu em 14 de julho de 2008 em São Paulo entre os encarregados da operação Satiagraha e a cúpula da Polícia Federal, enviada especialmente de Brasília. Por iniciativa dos delegados da Satiagraha todo o encontro foi gravado.  Segundo reportagem da Folha de S. Paulo, "para surpresa dos delegados, em vez de a reunião discutir os novos rumos da operação, houve apenas reclamações da cúpula da polícia, como o uso de algemas em alguns dos investigados e o suposto privilégio a uma equipe de TV".  A equipe seria da TV Globo, porém a emissora já desmentira tal suposição em nota oficial. No final desse encontro, anunciou-se que Protógenes Queiroz seria investigado em duas sindicâncias internas na PF.
A omissão do nome do advogado petista Luiz Eduardo Greenhalgh da lista dos investigados na operação Satiagraha foi um dos motivos do acirramento da crise entre a cúpula da Polícia Federal enviada de Brasília e o delegado Protógenes Queiroz. Segundo a mesma reportagem da Folha de S. Paulo, a direção da Polícia Federal irritou-se ao ser surpreendida com o pedido de prisão do advogado e ex-deputado federal e líder petista Greenhalgh, e com as gravações incriminadoras de conversas telefônicas mantidas pelo líder petista com o chefe-de-gabinete do presidente Luiz Inácio Lula da Silva, Gilberto Carvalho. Nesses diálogos divulgados pela TV Globo, Greenhalgh pede ajuda a Carvalho para descobrir informações do inquérito sigiloso movido contra o banqueiro Daniel Dantas.

### Afastamento do delegado
Protógenes foi informado no mesmo dia, por telefone, da decisão do diretor-geral da Polícia Federal Luiz Fernando Corrêa de que seria incompatível cuidar de um inquérito tão complexo e, ao mesmo tempo, se preparar para um curso superior de polícia, para o qual se inscrevera.  A única alternativa que a cúpula da PF ofereceu foi se dedicar com exclusividade a seus estudos.  Protógenes teria comentado com aliados que esse afastamento desmerecia seu trabalho e causaria prejuízo muito grande à investigação.

### Denúncia de obstrução à investigação
Uma denúncia formal, enviada pelo delegado Protógenes Queiroz em julho de 2008, revelou alguns dos obstáculos postos no caminho do delegado para obstruir suas investigações sobre o banqueiro Daniel Dantas: na véspera de deflagrar a operação Satiagraha Queiroz recebeu telefonema do diretor da Divisão de combate a crimes financeiros, Paulo de Tarso Teixeira, exigindo a relação de nomes dos investigados e ameaçando que o superintendente da Polícia Federal de São Paulo suspenderia a operação.

### Ministério Público Federal apura se as investigações sofreram obstrução
Com base em representação pelo delegado Protógenes Queiroz, que encerrou seu relatório da operação, o Ministério Público Federal em São Paulo abriu procedimento administrativo em 18 de julho para apurar se as investigações policiais sofreram, ou sofriam, obstrução. O procedimento foi instaurado a pedido dos procuradores da república Anamara Osório Silva e Rodrigo de Grandis.
Também a Comissão de segurança pública e combate ao crime organizado da Câmara dos Deputados decidiu investigar a suposta ‘obstrução’ da Polícia Federal aos trabalhos do delegado Protógenes Queiroz, afastado em 18 de julho do comando da operação Satiagraha. A CPI das escutas clandestinas da Câmara dos Deputados também averiguaria se a própria Polícia federal obstruiu a investigação de Protógenes.

## Pacto contra abusos de autoridade
Naquilo que o ex-presidente Fernando Henrique Cardoso considerou uma "batalha pelo controle do Estado", os três poderes da república, representados respectivamente pelo ministro Gilmar Mendes, presidente do Supremo Tribunal Federal, órgão máximo do Poder Judiciário brasileiro e guardião da Constituição Federal, o Senado Federal, por intermédio dos senadores Arthur Virgílio (PSDB-AM), considerado pela revista Veja como "parte de uma bancada sensível aos interesses do dono do Opportunity" e Heráclito Fortes (DEM_PI), considerado pela mesma revista o "expoente da 'bancada de Dantas' no Congresso", e posteriormente o Poder Executivo, conforme declarou o Ministro da Justiça Tarso Genro, concluíram que é importante "'preservar os direitos dos cidadãos investigados criminalmente". O jornal O Estado de S. Paulo e a Agência Reuters noticiaram no dia 15 de julho de 2008 que "O ministro da Justiça, Tarso Genro, e o presidente do Supremo Tribunal Federal, ministro Gilmar Mendes, chegaram a um acordo nesta terça-feira, 15,  na presença do presidente Luiz Inácio Lula da Silva,  para aperfeiçoar métodos e as próprias instituições para 'preservar direitos dos cidadãos investigados criminalmente'". Daniel Dantas já havia declarado à revista Veja: "Que cumpram comigo o que foi tratado. Eu não afundo só. Se eu descer, levo junto PFL, PSDB e PT".
O presidente da OAB-RJ, Wadih Damous, condenou a ofensiva de Mendes, dizendo ver com muita preocupação o espisódio: "O Judiciário, de uma maneira geral, vem interferindo exageradamente na vida cotidiana, nas relações sociais e nas atividades políticas".  (…) O STF está legislando. A súmula vinculante editada no caso das algemas, não tem qualquer precedente judicial. (…) A decisão prejudica a capacidade de discernimento do agente policial".
Já o ex-presidente Fernando Henrique Cardoso, em entrevista concedida a Bob Fernandes, editor do Terra Magazine, declarou em relação ao escândalo Dantas/ Satiagraha: "… É, é uma batalha pelo controle do Estado. E, nesse sentido, vai perder. Na medida em que a sociedade avança, etc. etc., essa batalha não tem que ser travada no Estado".
 A reação de juízes e procuradores da República contra um possível processo de investigação quanto à conduta do juiz Fausto De Sanctis, da 6ª Vara Federal Criminal, fez o presidente do STF (Supremo Tribunal Federal), Gilmar Mendes, recuar da decisão de pedir ações administrativas contra o magistrado, segundo apurou a Folha Online — Gilmar Mendes recua e nega pedir investigação sobre juiz De Sanctis, Folha Online
O ministro Gilmar Mendes declarou que jamais determinou abertura de investigação ou de processo administrativo contra De Sanctis. O ministro também enfatizou que "em momento algum houve determinação que se procedesse qualquer averiguação de conteúdo, quer sob ponto de vista técnico ou ideológico". Não obstante, "Ele (Fausto De Sanctis) foi intimado em apuração da Corregedoria do TRF a partir de representação do presidente do STF (Gilmar Mendes) e tem 5 dias para 'prestar informações' sobre a Satiagraha".
Em reunião com o presidente da Associação dos Juízes Federais (Ajufe), Fernando Mattos em 15 de julho, Gilmar Mendes disse que fora mal interpretado ao encaminhar cópias da sua decisão sobre o pedido de habeas corpus aos órgãos de corregedoria. Segundo Mendes, "a (sua) atitude não representou uma crítica ao despacho do juiz da primeira instância Fausto de Sanctis, que mandou prender o empresário, e tampouco foi um pedido de abertura de sindicancia. De acordo com Gilmar Mendes, a intenção era apenas dar ciência aos corregedores sobre o caso".

### Representação contra Fausto de Sanctis no CNJ
Em 5 de setembro de 2008, o deputado Raul Jungmann (PPS-PE), denunciado pelo Ministério Público Federal por supostos desvios de verba no Incra que teria praticado quando ministro, entrou com uma representação disciplinar no Conselho Nacional de Justiça (CNJ), do qual Gilmar Mendes é presidente, contra o magistrado Fausto Martin De Sanctis. Segundo alegou o deputado, o juiz teria desrespeitado a Constituição Federal ao conceder senhas de acessos telefônicos ilimitadas a agentes da Polícia Federal, no decorrer da Operação Satiagraha.  "Isso é inconstitucional. Fere o sigilo de dados de comunicação. A ação é incompatível com o Estado de Direito e já foi condenada pela própria Justiça", afirmou Jungmann. A Anjufe considerou a ação proposta por Raul Jungmann como sendo "medida imprópria e inadequada, pois se trata de decisão proferida no âmbito jurisdicional e devidamente fundamentada, não cabendo seu exame pelo Conselho Nacional de Justiça, no âmbito disciplinar".
A propósito dessa representação, a Associação dos juízes federais do Brasil – Ajufe manifestou-se publicamente em defesa do juiz de Sanctis e da importância das varas especializadas em crimes financeiros e lavagem de ativos financeiros, declarando em nota oficial que "atacar o magistrado, tentando desmoralizá-lo, não faz parte do jogo democrático e merece o repúdio da sociedade".  A nota ressaltou que "Como órgão de representação dos magistrados federais em âmbito nacional, a Ajufe rejeita com veemência qualquer atitude que vise intimidar magistrados. Atentar contra a independência funcional do juiz é atentar contra o Estado Democrático de Direito.  Nenhum juiz pode ser punido apenas porque decidiu" e que a "Ajufe está prestando a necessária assistência ao juiz federal Fausto Martin De Sanctis neste episódio e conclama a sociedade a prestar atenção ao que vem ocorrendo. Os juízes federais estão atentos".

## Equipe de investigação desmantelada
A equipe da Polícia Federal que fez o trabalho de inteligência na operação Satiagraha foi desmantelada em meados de julho de 2008. Seus investigadores mais importantes, logo abaixo do delegado, um escrivão e um agente de polícia, que poucos meses antes investigavam e tinham conhecimento de centenas de telefonemas e complexas operações financeiras que envolvem o banqueiro Daniel Dantas, o investidor Naji Nahas e executivos do grupo Opportunity, foram destacados para atuar na operação Providência, passando a vigiar barracos em favelas da periferia de São Bernardo do Campo, SP, buscando supostos "laranjas" utilizados em fraudes contra a Previdência Social. Outro delegado que teve papel importante na operação Satiagraha, Victor Hugo Rodrigues Alves Ferreira trabalha em Ribeirão Preto, SP, longe das descobertas que ajudou a promover em São Paulo. Com o conhecimento da Justiça Federal, Ferreira fingiu aceitar participar de um suborno de R$ 1 milhão. Protógenes segue afastado da segunda etapa da Operação Satiagraha. Oficialmente lotado na Diretoria de inteligência policial, não tinha mais sala, telefone fixo ou computador; enquanto fazia o curso em Brasília, suas coisas foram embaladas e colocadas num armário. Ele foi avisado por telefone.